# Nguyễn Văn Tạo
Nguyễn Văn Tạo (1908-1970) là một nhà báo, nhà cách mạng, một người Cộng sản Việt Nam từ thời sơ khai. Ông cũng là một người bạn của một nhà cách mạng nổi tiếng khác của Việt Nam là Tạ Thu Thâu.

## Xuất thân
Ông sinh ngày 20 tháng 5 năm 1908, tại làng Phước Lợi (có tài liệu ghi là làng Gò Đen), tổng Long Hưng Hạ, tỉnh Chợ Lớn, nay thuộc xã Phước Lợi, huyện Bến Lức, tỉnh Long An.
Thuở nhỏ ông học tại Sài Gòn, đến năm 1926 tham gia bãi khóa đòi trả tự do cho Nguyễn An Ninh nên bị đuổi khỏi trường trung học Chasseloup-Laubat.

## Sang Pháp
Sau khi bị đuổi học ông bèn đi lậu vé tàu thủy qua Pháp, vừa học Đại học Văn khoa, vừa đi làm, lại tham gia Đảng Việt Nam Độc lập, rồi gia nhập Đảng Cộng sản Pháp. Sau khi đỗ tú tài, ông lên Paris đầu năm 1927, làm việc trong một xí nghiệp sơn mài để kiếm sống. Có người giới thiệu, ông được làm việc ở Văn phòng Trung ương Đảng Cộng sản Pháp, được phân công theo dõi tình hình các thuộc địa. Thời gian này ông còn làm chủ bút báo Lao Nông, sau đổi là Vô sản, tham gia viết bài cho báo L'Humanité của Đảng Cộng sản Pháp dưới bút danh "Chợ Mới" và "An".
Năm 1928, ông được cử tham gia Đoàn đại biểu Đảng Cộng sản Pháp đi dự Đại hội lần thứ VI Quốc tế Cộng sản tại Liên Xô (từ 17 tháng 7 đến 1 tháng 9). Ông lấy tên là An và đọc tham luận về tình hình Đông Dương và đề nghị Quốc tế Cộng sản nghiên cứu việc thành lập một Đảng Cộng sản ở Đông Dương. Năm 1929 ông trở thành người Việt Nam duy nhất là Ủy viên Trung ương Đảng Cộng sản Pháp, phụ trách vấn đề thuộc địa.
Năm 1930, ở Việt Nam nổ ra cuộc khởi nghĩa Yên Bái của Việt Nam Quốc dân đảng, Nguyễn Thái Học và 12 đồng chí bị đưa lên đoạn đầu đài, ông và các đồng chí tổ chức một cuộc biểu tình trước điện Élysée (phủ Tổng thống Pháp). Do đó, ông và nhiều người biểu tình bị bắt và đưa ra tòa. Ông bị giam 8 tháng và đến tháng 10 năm 1930, bị trục xuất về nước (tổng số 19 người bị trục xuất, trong đó có Trần Văn Giàu, Tạ Thu Thâu).

## Về nước hoạt động
Sau khi về nước, ông làm chủ bút báo Trung Lập của Trần Thiện Quí và cộng tác với báo La Cloche fêlée (Tiếng chuông rè), La Lutte (Tranh đấu), Mai, Dân Quyền... Ông còn viết cuốn sách nhỏ Mặt trận Bình dân Pháp với nguyện vọng của quần chúng Đông Dương, xuất bản tháng 6 năm 1936. Trong cuộc tranh cử vào Hội đồng thành phố Sài Gòn năm 1933, ông đắc cử Ủy viên Hội đồng, tích cực dùng nghị trường đấu tranh cho quyền lợi của quần chúng lao động.
Trong thời gian này ông liên lạc được với Đảng Cộng sản Đông Dương qua Xứ ủy Nam Kỳ. Năm 1936, ông tham gia tổ chức phong trào Đông Dương Đại hội và có chân trong Ủy ban hành động. Nhưng sau đó phong trào bị khủng bố; ngày 27 tháng 9 năm 1936 ông bị Pháp bắt. Trong tù, ông và các bạn tuyệt thực 11 ngày để phản đối. Thực dân Pháp buộc lòng phải trả tự do cho ông, nhưng vẫn cưỡng bức ông lưu trú tại Cần Thơ. Trong thời gian này ông vẫn viết bài gửi đăng báo Đuốc Nhà Nam ở Sài Gòn.
Đầu năm 1937, sau khi được trả tự do, ông và các nhân vật trong nhóm Tranh đấu ứng cử vào Hội đồng Thành phố Sài Gòn nhân danh Sổ lao động cùng với Dương Bạch Mai, Tạ Thu Thâu, Phan Văn Hùm đắc cử vẻ vang.
Năm 1939, ông cùng nhóm Tranh đấu ứng cử vào Hội đồng Quản hạt Nam Kỳ. Cho rằng cuộc bầu cử tổ chức gian lận, ông phản đối với Toàn quyền Đông Dương và Quốc hội Pháp. Trong khi đó có nhiều cuộc biểu tình chống bầu cử gian lận. Pháp bắt hết cả liên danh đưa ra tòa với tội phá rối trị an. Ông bị kết án 5 năm tù, một năm giam ở Khám lớn và sau đó bị đày ra Côn Đảo. Năm 1943, Pháp đưa ông về giam ở Bà Rá (nay thuộc tỉnh Bình Phước).

## Hoạt động sau Cách mạng tháng Tám
Năm 1945, sau khi Nhật đảo chính Pháp, ông về hoạt động tại Sài Gòn, tham gia lãnh đạo Cách mạng tháng Tám tại Sài Gòn và các tỉnh Nam Kỳ. Ông tham gia cấp chính quyền tại Sài Gòn và được chỉ định vào Ủy ban Hành chính lâm thời Nam Bộ với chức vụ Ủy trưởng Nội vụ.
Trong cuộc Tổng tuyển cử Quốc hội Việt Nam Dân chủ Cộng hòa khóa I năm 1946, ông trúng cử đại biểu quốc hội Việt Nam, Trưởng đoàn đại biểu Quốc hội tỉnh Rạch Giá.
Năm 1946 Nguyễn Văn Tạo ra Bắc, được chỉ định vào Chính phủ, giữ chức Bộ trưởng Bộ Lao động (1946-1965) (nay là Bộ Lao động - Thương binh và Xã hội). Năm 1951 ông được Ban Chấp hành Trung ương Đảng phân công làm thành viên Ban Kinh tế Tài chính, Tiểu ban Công vận, Ủy viên Ban Việt kiều Trung ương (năm 1959).
Năm 1965 ông giữ chức Chủ nhiệm Văn phòng Nội chính của Chính phủ, hàm Bộ trưởng thay Trần Quốc Hoàn.
Đồng thời ông tham gia công tác Quốc hội, đại biểu Quốc hội Việt Nam liên tiếp các khóa II, III. Năm 1956 ông được cử tham gia Tiểu ban Đấu tranh thống nhất của Quốc hội. Năm 1969 ông giữ chức Chủ nhiệm Ủy ban Thống nhất của Quốc hội.
Ông cũng là Hiệu trưởng đầu tiên của trường Đại học Kinh tế - Tài chính (Đại học Kinh Tài - Đại học Kinh tế Quốc dân ngày nay) từ 1956 đến 1960.
Ngày 16 tháng 8 năm 1970, ông qua đời tại Hà Nội.

## Vinh danh
Năm 2001 (hoặc 2002), Nguyễn Văn Tạo được truy tặng Huân chương Hồ Chí Minh. Năm 2009, ông được truy tặng Huân chương Sao Vàng, huân chương cao quý nhất của Việt Nam.